# Jeonju-Stadion
Das Jeonju-Stadion ist ein Fußballstadion in der südkoreanischen Stadt Jeonju, Provinz Jeollabuk-do. Das Stadion wurde 1980 erbaut. 1983 nutzte die K League das Stadion als Austragungsort der Liga.
Das Stadion wurde erst während der K League 1994 erneut genutzt. Chonbuk Buffalo spielte während diese Saison wieder in dem Stadion. Danach wurde das Stadion bis 2002 von Jeonbuk Hyundai Motors weiter genutzt. Nach dem Auszug von Jeonbuk Hyundai wurde das Stadion von Jeonju Ongoeul FC zwischen 2005 und 2008 genutzt, ehe der Verein aufgelöst wurde. Bis 2017 gab es keine neuen Benutzer.
Aufgrund der U-20-Fußball-Weltmeisterschaft 2017 musste Jeonbuk Hyundai bis März 2017 aus der eigentlichen Stadion ausziehen und in diesem Stadion ihre Heimspiele austragen. Nach den erneuten Auszug von Jeonbuk Hyundai entschied die Stadt Jeonju, dem Jeonju FC ab Juni desselben Jahres das Stadion als Heimspielstätte zur Verfügung zu stellen.

## Galerie

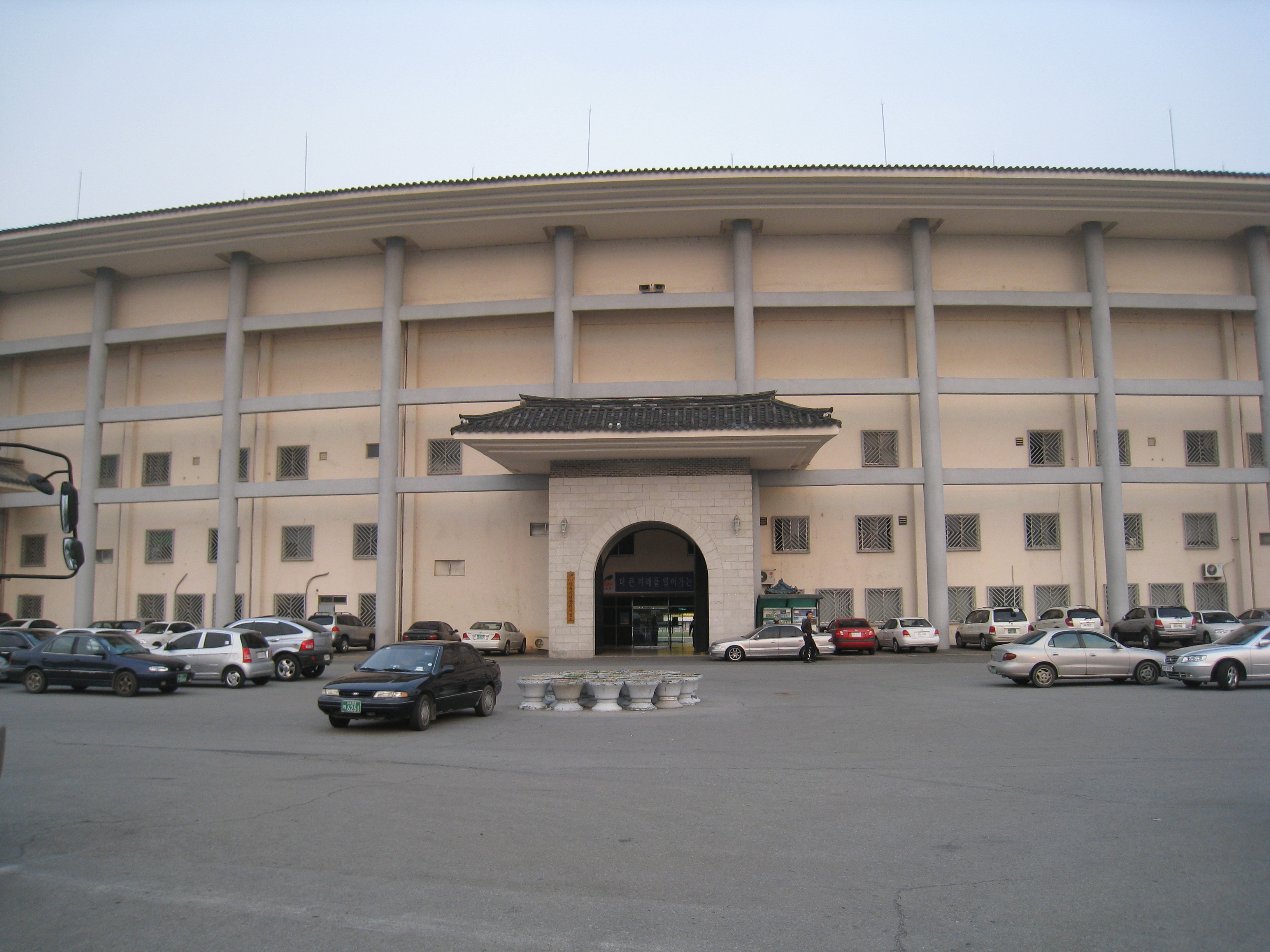
Außenansicht der Haupttribüne